# 李辅国
李辅国（704年—762年11月12日），本名静忠，后赐名护国，又改为辅国，博陆郡（今北京市平谷区）人，唐肃宗时当权宦官。後自以功高僭主，為唐代宗差人所刺殺。获得爵位最高的宦官之一；被册封为王的宦官之一，受封為博陸郡王。

## 生平
少时为宦官高力士的仆役，相貌丑陋，粗通文字，四十岁以后开始掌闲厩，后入侍太子李亨。
安史之乱期间，唐玄宗逃往蜀地，李静忠随太子李亨至马嵬驿（今陕西兴平西），谏太子杀杨国忠，又谏麾兵北至朔方，以谋复兴。太子至灵武（今宁夏灵武西南）后即位，是为肃宗，遙尊行在天子為太上皇。李静忠开始掌管四方文奏，被赐名李护国，又累迁为太子家令，改名李辅国，唐朝收复二京后，因功加封为郕国公，官殿中监。不久任元帅府行军司马，拜开府仪同三司，开始掌握禁军兵权。出入时随身护甲侍卫数百人，权倾天下。肃宗为他娶已故吏部侍郎元希声之侄元擢之女为妻，元擢被提拔为梁州刺史，元擢之弟元挹也被引入台省为官。
李辅国后随肃宗回到长安，设“察事厅子”，以侦察官员活动。太上皇玄宗返回京师后，辅国疑太上皇左右有復辟阴谋，上元元年（760年）迫太上皇迁居西内太极宫，而玄宗亲信高力士等人则被贬谪或罢官。
宝应元年（762年），玄宗忧郁而死。此时肃宗也病危，张皇后欲謀殺太子李豫而立越王李，發宦官數百人，控制宮闈。李辅国獲知此事，命宦官程元振先取太子同行，並發動禁軍殿前射生手攻入宮內，捕殺張皇后、越王，待肃宗駕崩，立太子李豫為帝（即唐代宗）。

### 輕視代宗
自此辅国日益骄横，曾对代宗说：“大家（皇帝的俗稱）但内裏坐，外事听老奴处置。”聞此僭君之言，代宗不快，決意將輔國翦滅，代宗表面優待辅国，尊之為「尚父」，封司空兼中书令，私下通聯宦官程元振，以药子昂代元帅府行军司马，掌握禁軍，夺兵权。罢辅国官职，进封为博陆郡王。

### 遭派人刺殺
不久，代宗在十月丁卯日（11月12日）派人於深夜将其刺杀，割下头颅扔到厕中，斬下一臂不知去向（一說送至玄宗墓前祭祀），遂刻木代其首級以葬，赠太傅，谥丑。

## 延伸阅读
[在维基数据编辑]
 在维基文库阅读此作者作品
 《舊唐書·卷184》，出自刘昫《舊唐書》
 《新唐書/卷208》，出自《新唐書》